# William Coleman Anderson
William Coleman Anderson (* 10. Juli 1853 bei Greeneville, Tennessee; † 8. September 1902 in Newport, Tennessee) war ein US-amerikanischer Politiker. Zwischen 1895 und 1897 vertrat er den Bundesstaat Tennessee im US-Repräsentantenhaus.

## Werdegang
William Anderson besuchte die öffentlichen Schulen seiner Heimat und das Tusculum College, das er im Jahr 1876 absolvierte. Anschließend zog er nach Newport. Zwischen 1877 und 1878 war er Verwaltungsangestellter im dortigen Cocke County. Nach einem Jurastudium und seiner im Jahr 1878 erfolgten Zulassung als Rechtsanwalt begann er in Newport in seinem neuen Beruf zu arbeiten. Politisch war Anderson Mitglied der Republikanischen Partei. Zwischen 1881 und 1883 saß er als Abgeordneter im Repräsentantenhaus von Tennessee; von 1889 und 1892 war er beim General Land Office in Washington, D.C. angestellt, wo er bis zum Abteilungsleiter aufstieg. Anschließend kehrte er nach Newport zurück, wo er wieder als Anwalt praktizierte.
Bei den Kongresswahlen des Jahres 1894 wurde Anderson im ersten Wahlbezirk von Tennessee in das US-Repräsentantenhaus in Washington gewählt, wo er am 4. März 1895 die Nachfolge von Alfred A. Taylor antrat. Da er im Jahr 1896 von seiner Partei nicht mehr zur Wiederwahl nominiert wurde, konnte er bis zum 3. März 1897 nur eine Legislaturperiode im Kongress absolvieren. Nach seinem Ausscheiden aus dem Repräsentantenhaus gründete er die Wochenzeitschrift „Plain Talk“, die er auch herausgab. Außerdem wurde er Mitglied im Gemeinderat von Newport. Dort starb William Anderson am 8. September 1902.